# 27
27（二十七、廿七、二七、にじゅうなな、にじゅうしち、はたなな、はたちあまりななつ）は、自然数また整数において、26の次で28の前の数である。

## 性質
- 27は合成数であり、正の約数は 1, 3, 9, 27 である。
  - 奇数で半素数ではない最小の合成数である。次は45。(オンライン整数列大辞典の数列 A046340)
  - 約数の和は40。
    - 約数関数から導き出される数列 {\displaystyle a_{n}=\sigma (a_{n-1})} はその初期値によって異なる数列になる。異なる数列になる5番目の初期値(最小の値)を表す数である。1つ前は19、次は29。(ただし1を除く)(オンライン整数列大辞典の数列 A257348)
- 1/27 = 37/999 =0.037… (下線部は循環節で長さは3)
  - 逆数が循環小数になる数で循環節が3になる最小の数である。次は37。
  - 循環節が n になる最小の数である。1つ前の2は11、次の4は101。(オンライン整数列大辞典の数列 A003060)
- 27 = 33
  - 3番目の立方数である。1つ前は8、次は64。
    - 立方数がハーシャッド数になる3番目の数である。1つ前は8、次は216。

  - n = 3 の時の 3n の値とみたとき、1つ前は9、次は81。
  - n = 3 のときの nn の値とみたとき1つ前は4、次は256。（オンライン整数列大辞典の数列 A000312）
  - 素数 p = 3 のときの 3p の値とみたとき1つ前は9、次は243。(オンライン整数列大辞典の数列 A057901)
  - 素数 p = 3 のときの pp の値とみたとき1つ前は4、次は3125。(オンライン整数列大辞典の数列 A051674)
  - 素数 p = 3 のときの p3 の値とみたとき1つ前は8、次は125。(オンライン整数列大辞典の数列 A030078)
  - n = 1 のときの 32n+1 の値とみたとき1つ前は3、次は243。(オンライン整数列大辞典の数列 A013708)
  - n = 1 のときの (2n + 1)2n+1 の値とみたとき1つ前は1、次は3125。(オンライン整数列大辞典の数列 A085529)
  - 27 = 3 × 32
    - n = 3 のときの 3n2 の値とみたとき1つ前は12、次は48。(オンライン整数列大辞典の数列 A033428)

  - 27 = 1 × 3 × 9
    - 9 の約数の積で表せる数である。1つ前は64、次は100。(オンライン整数列大辞典の数列 A007955)
    - 初項 1、公比 3 の等比数列における第3項までの総乗である。1つ前は3、次は729。(オンライン整数列大辞典の数列 A047656)
      - この値は n = 3 のときの 3n(n−1)/2 の値である。

  - 2 + 7 = 3 × 3 より27は3番目のスミス数である。1つ前は22、次は58。
    - スミス数が立方数である最小の数である。次は729。(オンライン整数列大辞典の数列 A098838)
    - {\displaystyle {\sqrt[{3}]{27}}}番目(=3番目)である。

  - 27 = 23（テトレーション） = 3↑↑2（矢印はクヌースの矢印表記）
    - n = 3 のときの 2n の値とみたとき1つ前は4、次は256。
    - n = 2 のときの n3 の値とみたとき1つ前は3、次は7625597484987。(オンライン整数列大辞典の数列 A014222）
    - n = 2 のときの 3↑n2の値、n = 4 のときの hyper(3,n,2)の値とみたとき1つ前は9、次は7625597484987（ハイパー演算子）。
- 4番目の完全トーシェント数である。1つ前は15、次は39。なお、3の累乗数は全て完全トーシェント数でもある。
- 27 = 12 + 12 + 52 = 32 + 32 + 32
  - 3つの平方数の和2通りで表せる最小の数である。次は33。(オンライン整数列大辞典の数列 A025322)
  - 3つの平方数の和 n 通りで表せる最小の数である。1つ前の1通りは3、次の3通りは54。(オンライン整数列大辞典の数列 A025414)
  - 27 = 52 + 2
    - n = 2 のときの 5n + n の値とみたとき1つ前は6、次は128。(オンライン整数列大辞典の数列 A104745)
- 3乗した数の各位の和が元の数になる最大の数である。1つ前は26。(オンライン整数列大辞典の数列 A046459)
273 = 19683 → 1 + 9 + 6 + 8 + 3 = 27
  - このような数は6個あり、1, 8, 17, 18, 26, 27。
  - n = 3 のときの n 乗した数の各位の和が元の数になる最大の数とみたとき1つ前の2乗は9、次の4乗は36。(オンライン整数列大辞典の数列 A046000)
- 全ての自然数は高々27個の素数の和で表される[要出典]。
- 九九では 3 の段で 3 × 9 = 27(さんくにじゅうしち)、9 の段で 9 × 3 = 27(くさんにじゅうしち)と 2 通りの表し方がある。
- n = 27 のときの n! + 1 で表せる 27! + 1 = 10888869450418352160768000001 は5番目の階乗素数である。1つ前は11、次は37。(オンライン整数列大辞典の数列 A002981)
- コラッツの数列において初期値に 27 を選ぶと、1 に到達するまでに 111 ステップ掛かり、その最大は 9,232 にも達する。最大値が初期値の2乗を超えるケースとしては 3, 7 に次いで3番目であり、またステップ数が 100 を超える初めての数である。ステップ数の記録が 2n まで破られないような初期値 n としては 1, 3, 9 に次いで4番目であり、27 の次は 15733191 となる[1]。
- 各位の和が27になるハーシャッド数の最小は999、1000までに1個、10000までに76個ある。
- 16番目のハーシャッド数である。1つ前は24、次は30。
  - 9を基とする3番目のハーシャッド数である。1つ前は18、次は36。
- 各位の平方和が53になる最小の数である。次は72。(オンライン整数列大辞典の数列 A003132)
  - 各位の平方和が n になる最小の数である。1つ前の52は46、次の54は127。(オンライン整数列大辞典の数列 A055016)
- 各位の立方和が351になる最小の数である。次は72。(オンライン整数列大辞典の数列 A055012)
  - 各位の立方和が n になる最小の数である。1つ前の350は1256、次の352は127。(オンライン整数列大辞典の数列 A165370)
- 4桁以上の数であれば、3桁毎に区切って足して27の倍数になれば27の倍数となる（27 × 37 = 999 であることから。例: 42336は 42 + 336 = 378 で27の倍数）。
- 異なる平方数の和で表せない31個の数の中で14番目の数である。1つ前は24、次は28。
- 27 = 25 − 5
  - n = 5 のときの 2n − n の値とみたとき1つ前は12、次は58。(オンライン整数列大辞典の数列 A000325)
  - 素数 p = 5 のときの 2p − p の値とみたとき1つ前は5、次は121。(オンライン整数列大辞典の数列 A100105)
- 2番目の完全数28から1を減じた数である。1つ前は5、次は495。(オンライン整数列大辞典の数列 A135627)

### 他の進数での特徴
- 36（= 62）の 3/4 であり、216（= 63）の 1/8 である。
  - 六進法では、m/4 として表される小数第二位の有限小数は、1/4 = 0.13（十進表記：9/36）と 3/4 = 0.43（十進表記：27/36）の計2つである。
  - 同じく、六進法で小数第三位の有限小数で表される自然数の逆数は、1/43 = 0.012（十進表記：1/27 = 8/216）, 1/12 = 0.043 （十進表記：1/8 = 27/216）, 1/40 = 0.013（十進表記：1/24 = 9/216）, 1/130 = 0.004（十進表記：1/54 = 4/216）, 1/300 = 0.002（十進表記：1/108 = 2/216）, 1/1000 = 0.001（十進表記：1/216） の計6つである。
- 因数に3が含まれているN進法では、1/27(10)は割り切れる。
  - 六進法では 1/43 = 0.012 となり、十二進法では 1/23 = 0.054（十進表記：64/1728）となり、十八進法では 1/19 = 0.0C（十進表記：12/324）となる。
- 十進法以外でも、因数に3が含まれていないN進法では、1/27(10)は割り切れない。
  - 十六進法では 1/1B = 0.097B425ED…（循環節の長さは9）となり、二十進法では 1/17 = 0.0EG5IA782J53E19CBH…（循環節の長さは18）となる。
    - 3-n の循環節の長さは、十六進法では 3n-1 となり、二十進法では 2×3n-1 となる。27(10)は33なので、十六進法では 33-1で9、二十進法では 2×33-1で18となる。

## その他 27 に関連すること
- 1月1日から数えて27日目は1月27日。
- 27歳の4ヶ月と15日になって生まれてから約一万日を迎える。（27年に一度は廻ってくる。）
- 原子番号27番の元素はコバルト (Co)。
- 月の公転周期は27日である。これを27回繰り返すと、太陽暦で約2年になる（27日 × 27回 = 729日 ≒ 2年）。
- 親子間の世代（出生周期）は、約27年である。
- 新約聖書は27の書物からなり、27番目の文書はヨハネの黙示録である。
- クルアーンにおける第27番目のスーラは蟻である。
- 第27代天皇は安閑天皇である。
- 日本の第27代内閣総理大臣は濱口雄幸である。
- 大相撲の第27代横綱は栃木山守也である。
- ジル・ヴィルヌーヴが事故死した時に使用したカーナンバーが27で、その後長らくフェラーリF1のエースドライバーのカーナンバーとなった。2014年にF1ドライバーの固定カーナンバー制が導入されてからはドイツ人ドライバー、ニコ・ヒュルケンベルグが現在使用している。
- ジミ・ヘンドリックス、ジャニス・ジョプリンなど多くのロックミュージシャンが27歳で死亡し、彼らは「27クラブ」と呼ばれている。
- ルービックキューブは、27個の立方体で構成される立体パズル。
- 第27代殷王は武乙である。
- 第27代周王は元王である。
- 第27代ローマ教皇はエウティキアヌス（在位：274年1月4日 - 283年12月7日）である。
- 易占の六十四卦で第27番目の卦は、山雷頤。
- 北海道文化放送（FNN系列）、長崎文化放送（ANN系列）の親局CHが27ch（アナログ）である。
- JIS X 0401、ISO 3166-2:JPの都道府県コードの「27」は大阪府。

## 符号位置
| 記号 | Unicode | JIS X 0213 | 文字参照          | 名称                       |
| ---- | ------- | ---------- | ----------------- | -------------------------- |
| ㉗   | U+3257  | 1-8-39     | &#x3257; &#12887; | CIRCLED DIGIT TWENTY SEVEN |